# رودخانه سزار (ایران)

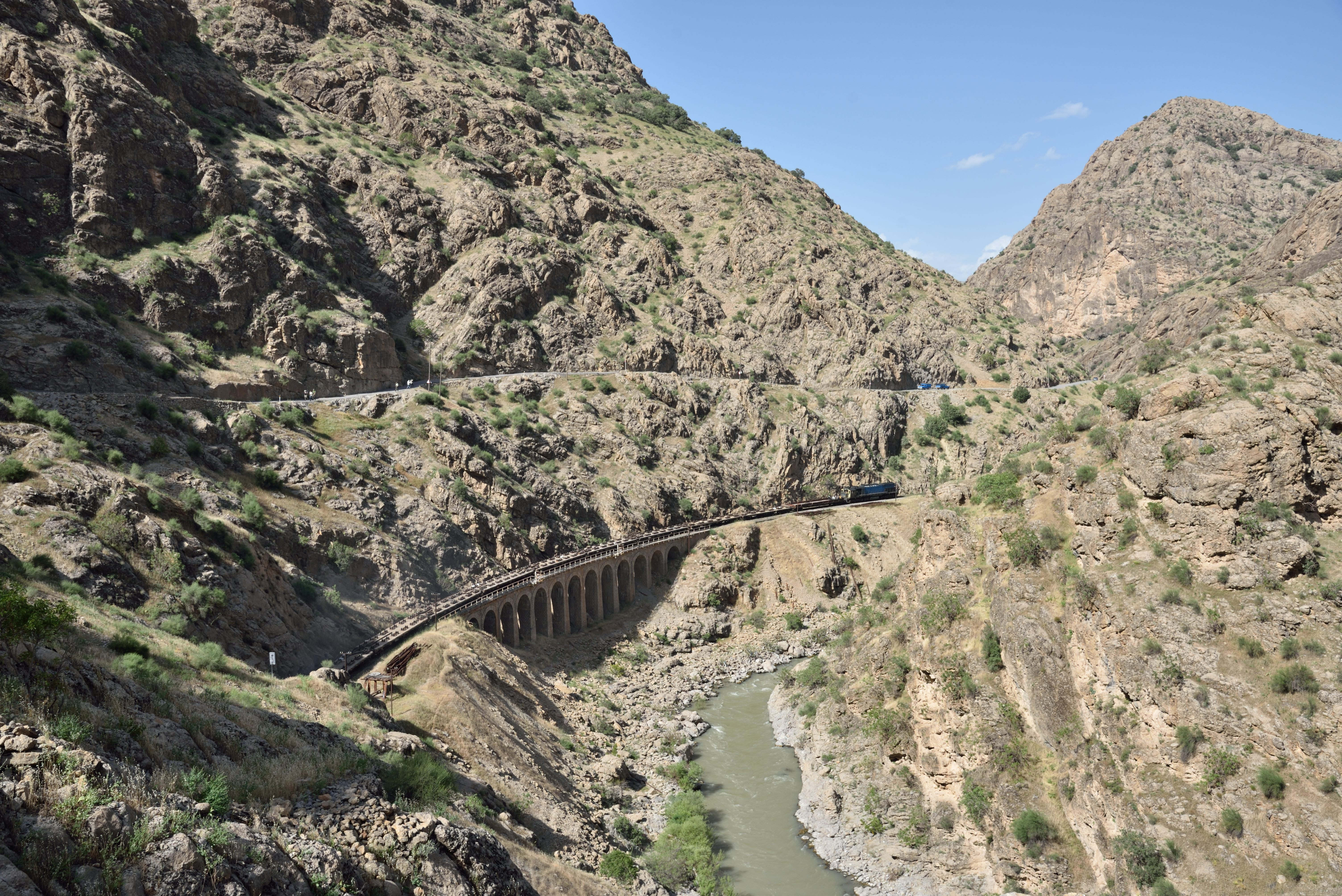
رودخانهٔ سزار میان دورود و سپیددشت

رودخانه سزار یکی از رودخانه‌های دایمی و پرآب استان لرستان شهرستان دورود است. که از مناطق کوهستانی دورود، الیگودرز، ازنا، و بروجرد و خرم‌آباد سرچشمه می‌گیرد.
رودخانه سزار از به هم پیوستن دو رودخانه ماربُره و رودخانه تیره در شهر دورود تشکیل می‌شود که از این محل تا ایستگاه تنگ پنج که با رودخانه بختیاری تلاقی می‌کند سزار نامیده می‌شود.
رودخانه سزار در طول مسیر خود از کنار راه آهن سراسری ایران در شهر دورود عبور می‌کند و به سمت جنوب ایران سرازیر می‌شود. این رودخانه از روزگار باستان حد فاصل لر کوچک و لر بزرگ بوده است، هم اینکه نیز همین نظم از نظر اجتماعی و فرهنگی وجود دارد.
طول مسیر رودخانه سزار به انضمام رودخانه تا بندز قیر ۵۱۵ کیلومتر و شیب متوسط آن ۰٫۴ درصد و وسعت حوضه آبگیر آن ۲۲ هزار و ۱۰۰ کیلومتر مربع است. میانگین آبدهی سالانه ۷٫۳۹۶ میلیون مترمکعب و میانگین بارندگی سالانه از این حوضه ۶۸۰ میلی‌متر است.
رودخانه سزار و شاخه‌های آن با ایجاد ۴۵ مقطع عمده در تاقدیس‌های از نوع آهک سخت در واقع بزرگ‌ترین ناهنجاری رودخانه ای را در زاگرس تشکیل می‌دهد.
رودخانه سزار دارای ماهیان فراوانی است که از نظر تنوع گونه ای نیز چشمگیر هستند. ماهیان این رودخانه از ارزش اقتصادی و اکولوژیکی بالایی برخوردار هستند. از ماهیان این رودخانه می‌توان به گونه‌هایی از خانواده کفال ماهیان، ماهیان کف زی، کپور ماهیان و گربه ماهیان اشاره کرد.

## وجه تسمیه
به خاطر اینکه سه رودخانه به هم می‌رسند اصطلاحا سزار (سه زار) گفته می‌شود.
1. ↑  «سزار یکی از رودخانه‌های دائمی و پرآب و دیدنی لرستان». باشگاه خبرنگاران جوان.
2. ↑  «سزار در لرستان!». ایسنا.